# Laurent Cazenave
Laurent Cazenave (ur. 25 kwietnia 1978 roku w Pau) – francuski kierowca wyścigowy.

## Kariera
Cazenave rozpoczął karierę w międzynarodowych wyścigach samochodowych w 1996 roku od startów we Francuskiej Formule Ford 1800, gdzie jednak nie zdobywał punktów. W późniejszych latach Francuz pojawiał się także w stawce French Super Production Championship, French GT Championship, FIA GT Championship, 24-godzinnego wyścigu Le Mans, French Supertouring Championship, FIA GT3 European Championship, MitJet Series, World Touring Car Championship, FIA GT1 World Championship, Blancpain Endurance Series, 1er Grand Prix Electrique, Mitjet 2L Supersport oraz Championnat de France FFSA GT.

## Wyniki w 24h Le Mans
| Rok  | Zespół      | Partnerzy                  | Samochód              | Klasa | Okr. | Poz. | Klasa Pos. |
| ---- | ----------- | -------------------------- | --------------------- | ----- | ---- | ---- | ---------- |
| 2002 | Auto Palace | Guillaume Gomez Ryō Fukuda | Ferrari 360 Modena GT | GT    | 119  | NU   | NU         |